# تاريخ جوهانيس أوزينديس

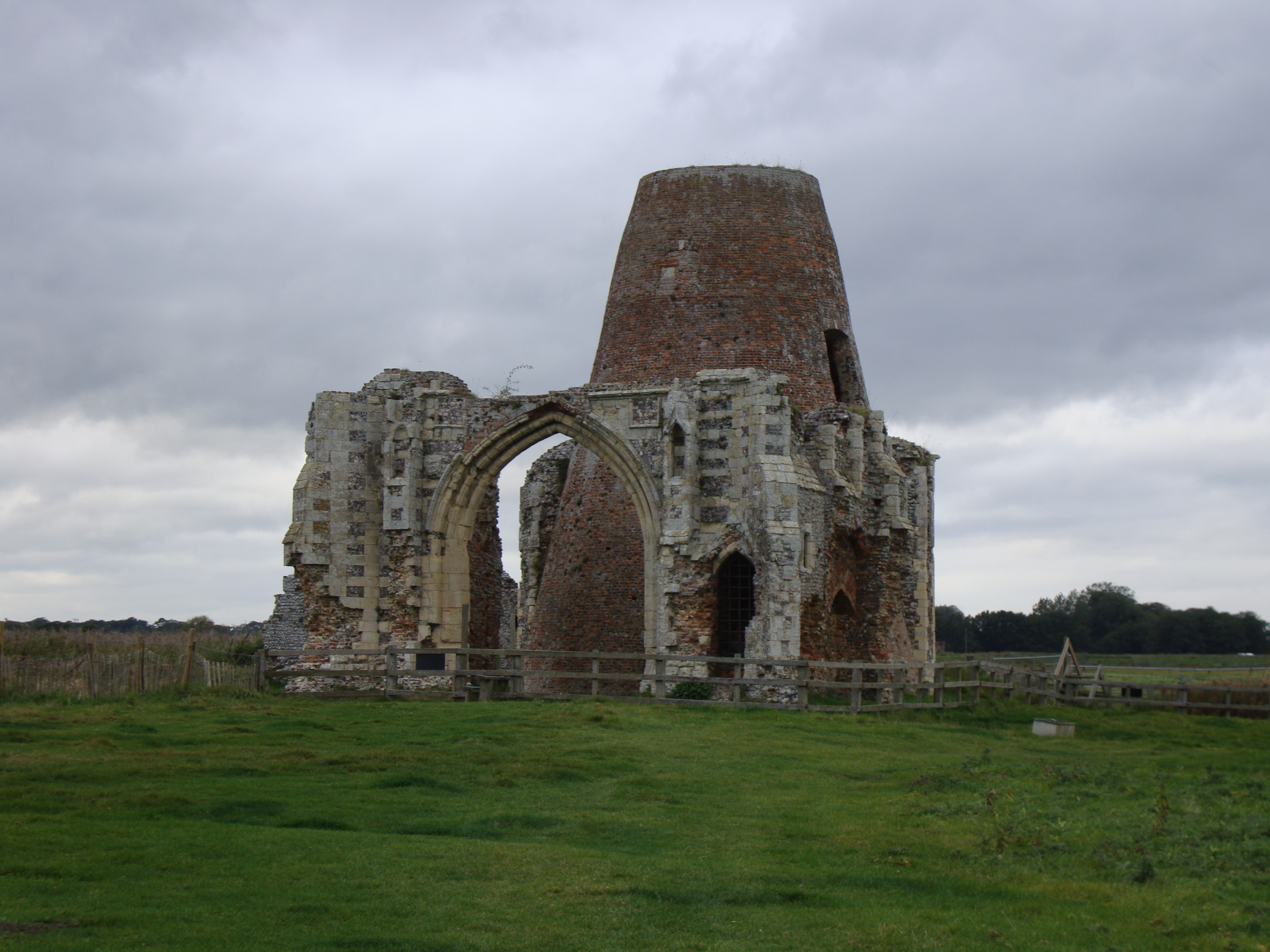
الوصف:صورة لبقايا بوابة حراسة سانت بينيت في دير هولم، نورفولك

تاريخ جوهانيس أوزينديس يُشير إلى وقائع من القُرون الوُسطى مكتوبة باللاتينيّة، على الأَرجَح حَوالي عام 1290.

## تأليف
تمّت كتابة الوقائع بواسطة ناسِك من دير سانت بينيتس البينديكتية في قرية هولم في مقاطعة نورفك، وأوضحت من خِلال مشاركته الشّخصية في أحداث مُتعلِّقة بهذه الكنيسة، بالإضافة إلى
إدراج تاريخها.
عمومًا، يُفتَرَض أن الكاتب قد أتى من القرية السابقة التي كانت تسمى أوكسنيد، والتي تقع على بُعد حوالي عشرة أميال من الكنيسة. ويُدعم هذا الافتراض مِن حقيقة أنّ عددًا من النُّسّاك في الكنيسة قد أعطوا اسمًا لقريتهم ككُنية.

## المضمون
وإذ يُقتدى في هذا باتجاه ساد منذ حوالي عهد الملك هنري الأوّل، قد أعَدّ المُؤرّخ سِجِلًّا لأحداث تاريخيّة من مصادر سابقة، وقامَ بتحرير، إزالة أو إضافة أحداث كانَ يعتبر أنّها أقل أو أكثر أهمّيّة، أو ما كان لديه معرفة شخصيّة بها.
يذكر المؤرّخ وصول هينغست وهورسا، لكنّه يبدأ السرد فعليًّا في فترة حُكم ألفريد العظيم.
تشتمل الجوانب البارزة في هذه الوقائع أيضًا على كل من: فترة حُكم إدغار، معاملة اليهود في إنجلترا إبّان الفتح النورماندي، مطهر سانت باتريك، فترة حُكم الملك هنري الثالث وأول فيل في إنجلترا عام ١٢٥٥.
وكما هو معتاد في سجلّات القرون الوسطى، إن روايات الأحداث الواقعة بالقُرب من فترة الكاتب نفسه هي أكثر ثراء من ناحية التفصيل، وأكبر من ناحية الطول. في هذه الحالة، تُعَدّ أحداث معركة لويس ذات أهمية خاصة، مثل هزيمة ليلويلن أب غرافاد، أمير ويلز، في ١٢٨٢ والعقاب الذي رُبط ريس أب ميريديث بذيل حصان وجُرَّ حتّى وفاته.
إنّ روايات الفيضانات التي حدثت في نورفولك في هذا الوقت، خاصة تلك التي حدثت عام ١٢٨٢، مُفصّلة بصورة غير مُعتادة. تنتهي الوقائع فجأة في وسط جُملة عن روبرت من وينشلسي؛ وبقيّة تلك الورقة فارغة. لا يُنظر إلى هذا كخطأ من ناحية المؤلّف، بل يُنظر إليه على أنّه ناسخ لم يتمكّن من إكمال محضره لسببٍ ما.
تُعرف هذه الوقائع فقط في مخطوطتين. واحدة مُحَرّرة لصالح سلسلة رولز بواسطة السير هنري إليس عام ١٨٥٩، هو كوتونيان نيرو دي. وفي وقتٍ لاحِقٍ ظَهَرَت أُخرى بين مخطوطات كلمبر الموجودة حاليًّا في المكتبة البريطانية.

### Citations
1. ↑  Vaughan 1958، صفحات 68–70.

## روابط خارجية
- de Oxenedes، Johannis (1859) [c. 1293]. Sir Henry Ellis (المحرر). Chronica Johannis de Oxenedes. London: لونجمان. مؤرشف من الأصل (PDF) في 2021-06-07.